# Academia de Ciencias Médicas de la URSS

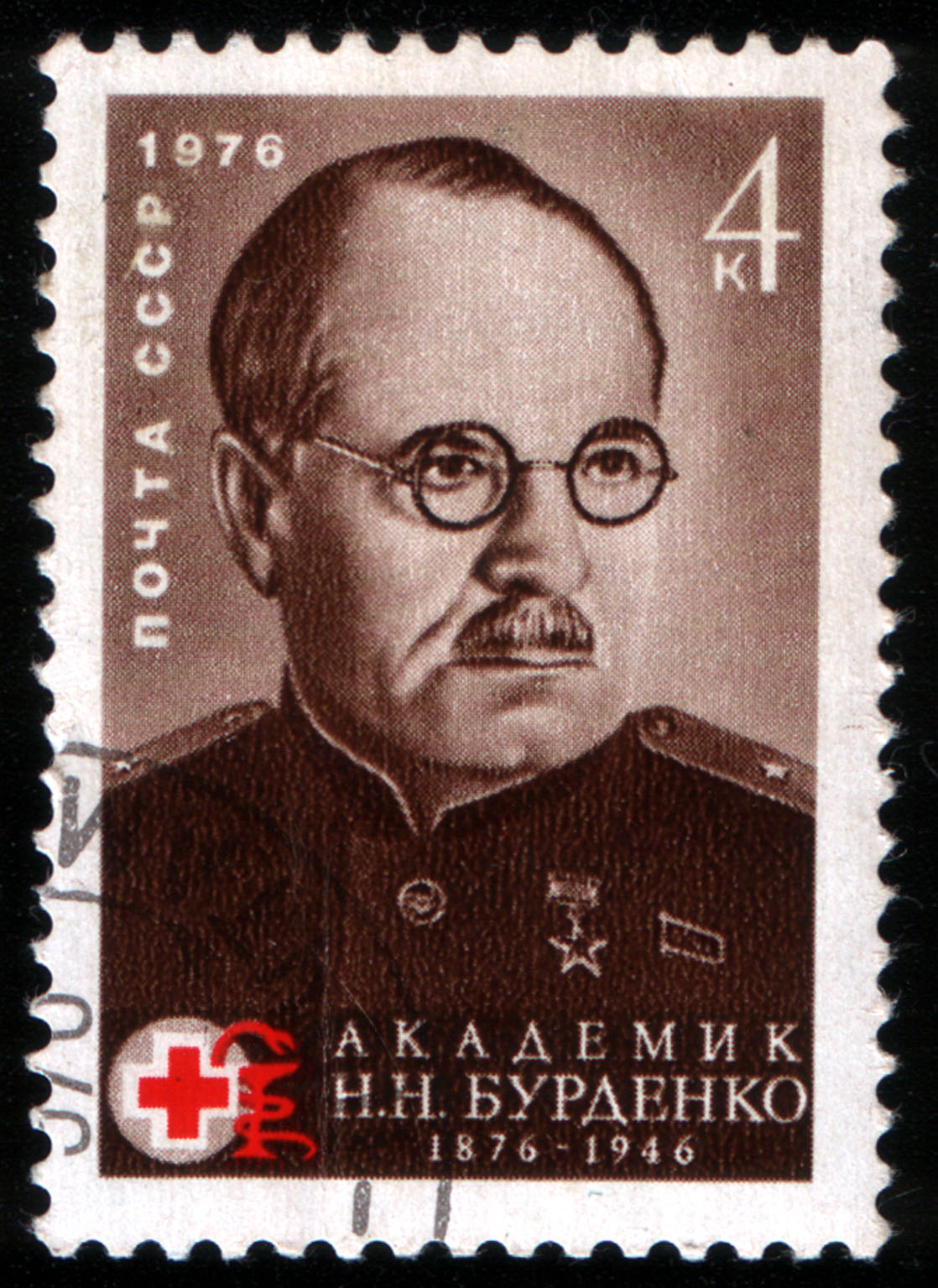
Sello de la USSR, Nikolai Burdenko, 1976.

La Academia de Ciencias Médicas de la URSS (en ruso: Академия Медицинских Наук СССР) es la más importante organización científica y médica fundada en la Unión Soviética en 1944. En 1992, al desaparecer la Unión Soviética, fue denominada Academia Rusa de Ciencias Médicas.

## Presidentes de la Academia de Ciencias Médicas de la URSS y de la Academia Rusa de Ciencias Médicas
- 1944-1946: Nikolái Burdenko
- 1946-1953: Nikolái Anichkov
- 1953-1960: Aleksandr Bakulev
- 1960-1968 y 1977-1987: Nikolái Blojín
- 1968-1977: Vladimir Timakov
- 1987-2006: Valentín Pokrovski
- 2006-2011: Mijaíl Davídov.
- 2011-: I. I. Dedov.